# St.-Antonius-Hospital Eschweiler

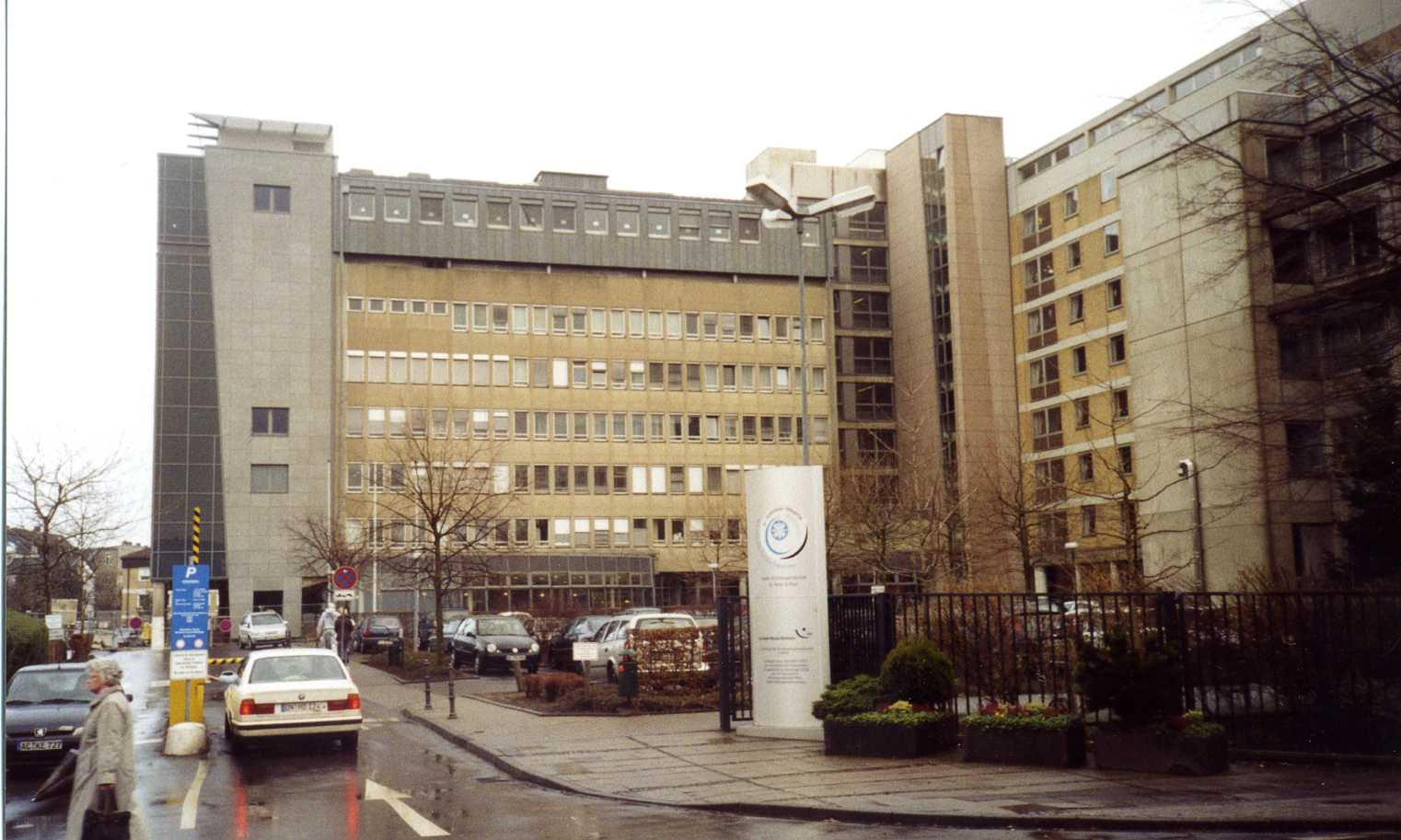
St. Antonius Hospital Eschweiler, Haupteingang

Das Sankt-Antonius-Hospital Eschweiler (SAH) im Zentrum der Stadt Eschweiler ist mit seinen 15 Fachkliniken und 15 interdisziplinären Kompetenzzentren das größte konfessionelle Krankenhaus in der Städteregion Aachen. Die Einrichtung ist seit 1. Oktober 1977 akademisches Lehrkrankenhaus der RWTH Aachen und beschäftigt 1180 (Stand 2021) Mitarbeiter. Seit August 2018 ist das St.-Antonius-Hospital eine eingetragene gemeinnützige GmbH, deren Alleingesellschafter die „Stiftung Katholische Kirchengemeinde St. Peter und Paul Eschweiler“ ist.
Im Rahmen einer Studie des renommierten F.A.Z.-Institutes in Frankfurt am Main im Jahr 2020 wurde das SAH auf Platz 1 der bundesdeutschen Krankenhäuser mit einer Bettenzahl zwischen 300 und 500 eingestuft und darf sich „Bestes Krankenhaus Deutschlands“ nennen.

## Geschichte

### Gründung
Am 3. Januar 1814 fand die Gründung einer Stiftung für ein Hospital in Eschweiler statt. Als Pfarrer Anton Ackermann am 24. April 1840 starb, hinterließ er dem Kirchenmeister Peter Stassen sein Vermögen mit der Auflage, ein Hospital einzurichten, worauf 1846 das so genannte Kappertz’sche Haus in der heutigen Dürener Straße erworben wurde. Nach einigen Umbauten und Reparaturen wurden 1850 die ersten Kranken und Armen aufgenommen und am 19. Februar 1853 die Krankenhauskonzession durch das Königliche Ministerium der geistlichen, Unterrichts- und Medizinalangelegenheiten erteilt. Am 1. April 1854 wurde im Kappertz’schen Haus die Hospitaltätigkeit aufgenommen.
Der Beschluss zu einem Krankenhausneubau und die Gründung eines Hospitalbauvereins „unter dem Schutz des heiligen Joseph“ folgten 1856, die Planerstellung für einen Neubau an der Poststraße (heutige Jülicher Straße) mit neugotischer Fassade im Jahr darauf. Jedoch wurde am 2. August 1858 die inzwischen restaurierte Eschweiler Burg aufgekauft, weil dies als kostengünstiger angesehen wurde. In den ersten Jahrzehnten hatte der Nachfolger Anton Ackermanns, Dechant Matthias Deckers, maßgeblichen Einfluss.

### Ausbau und Weltkriege

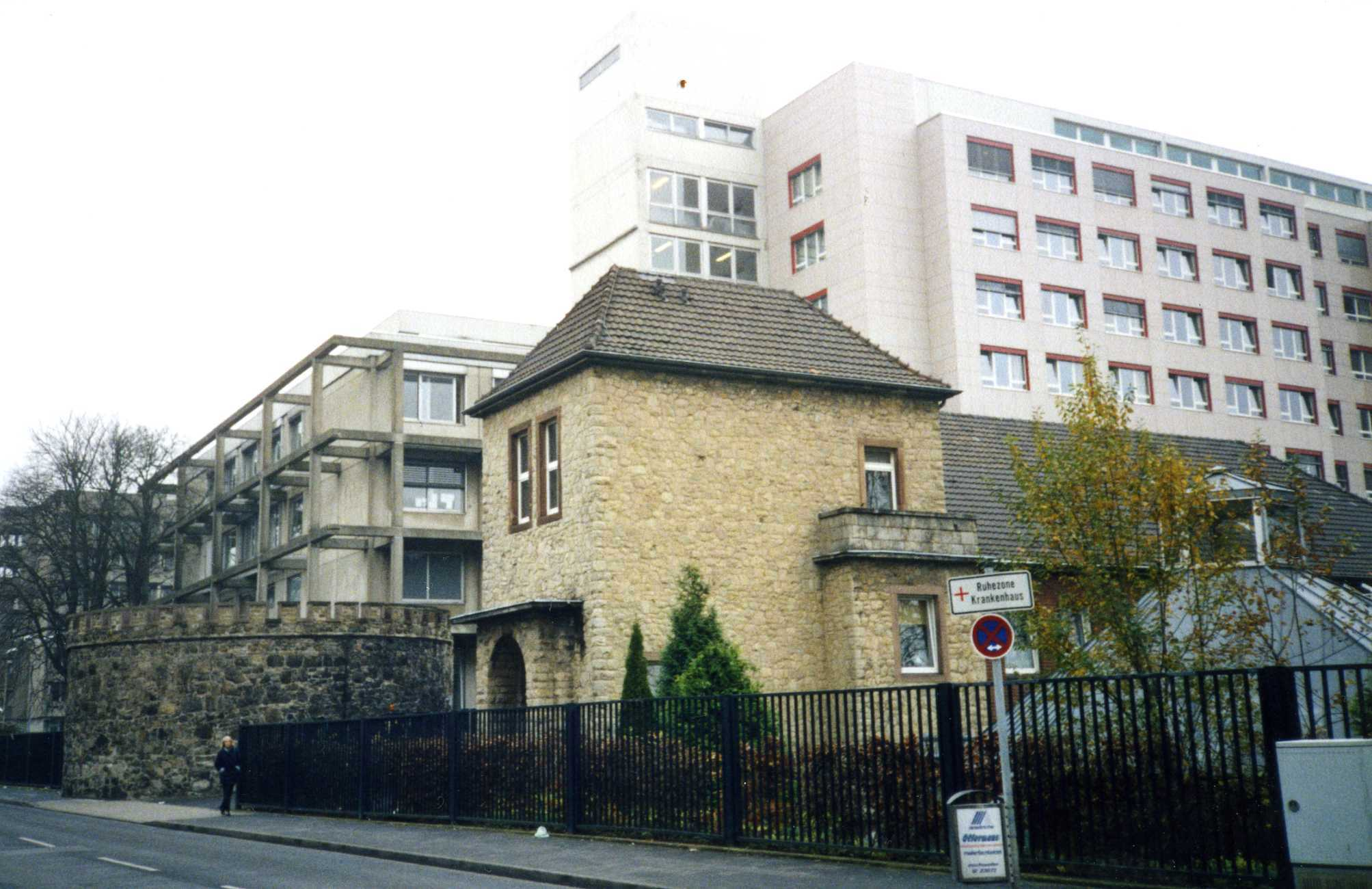
Isolierstation (1937–2005) mit den Resten der alten Burg Eschweiler

Die folgenden Jahre waren von Aus- und Umbauten geprägt: 1886 erfolgte der Anschluss an die öffentliche Wasserversorgung, 1889 die Genehmigung eines Erweiterungsbaues durch das Erzbistum Köln sowie 1892 die Einweihung des Anbaus eines Klausurtraktes und des Kapellenneubaus. Im Jahr 1907 fand der Anschluss an die neue städtische Kanalisation statt und aus diesem Anlass der vorschriftsmäßige Umbau der Toiletten sowie 1910 der Einbau eines elektrischen Personenaufzugs und einer Niederdruckdampfheizung. Zu Beginn des Ersten Weltkrieges im Jahr 1914 wurde anlässlich des Baus einer Kaserne in Eschweiler eine Militärkrankenabteilung im Krankenhaus eingerichtet. Im Jahr 1922 fanden Ausbauüberlegungen statt, die zunächst an Finanzproblemen aufgrund der Inflation scheiterten. Später erfolgten dennoch die Sanierung eines Turmes in der Ringmauer, 1928 die Erhöhung des „Mädchenhauses“ von 1870 um ein Geschoss mit Platz für 50 „Mädchen“, 1931 die Anschaffung eines ersten fahrbaren Röntgengeräts und der Bau der Liegehalle für Lungenkranke. 1934 wurde der historische Turm „Kaffeemöll“ um ein Geschoss für Näh- und sonstige Nebenräume erweitert sowie erste Lautsprecheranlage für die Kranken angeschafft. 1937 erfolgte der Neubau eines Isolierhauses mit 100 Betten in drei Stationen zur Aufnahme der Influenza- und Diphtherie-Infektionskranken aus dem gesamten Kreisgebiet, das im August 2005 abgerissen werden musste. Parallel zu den Erweiterungen stieg die Anzahl der Betten, von etwa 80 im Jahr 1890 bis 340 Betten im Jahr 1939.
Während des Zweiten Weltkrieges wurde am 4. August 1943 ein Luftschutzkeller gebaut, der ab dem 17. September 1944 als Kapellenraum diente. Im gleichen Monat kam es zu schweren Zerstörungen und zur Auslagerung von 206 Patienten. 25 Ordensschwestern verblieben und ein Geschoss traf die Hospitalkapelle. US-amerikanische Truppen beschlagnahmten am 3. Dezember 1944 das Hospital und richteten ein US-amerikanisches Lazarett ein. Von Dezember 1944 bis Februar 1945 wurden daraufhin alle Türen, Betten und sonstigen Möbel aus den Fenstern geworfen, zertrümmert und auf Befehl zum Hohenstein gefahren. Die Wiederinbetriebnahme und notdürftige Herrichtung erfolgte unmittelbar nach Kriegsende am 9. Mai 1945, und die Bettenzahl stieg von 263 Ende 1945 auf wieder 360 Betten im Jahr 1949.

### Nachkriegszeit
Am 1. April 1948 wurde eine staatlich anerkannte Krankenpflegeschule eingerichtet. Ein neues zweigeschossiges Ambulanzgebäude mit Anfahrtsrampe wurde 1955 gebaut, doch reichten diese Anbauten bald nicht mehr, weswegen die Verantwortlichen einen vollständigen Neubau an der Jülicher Straße planten. Da das Krankenhaus an derselben Stelle zentral in der Innenstadt bleiben sollte, beschloss man den Abriss der Eschweiler Burg, des Wahrzeichens der Stadt. Nach dem  Abriss von Kapelle, Rektorhaus und Mädchenwohnheim ab 1962 erfolgte 1976 der Abriss des Ambulanzgebäudes. Das Wahrzeichen selbst, die sog. „Kaffemöll“, fiel Mitte 1967 der Abrissbirne zum Opfer. Die Inbetriebnahme des neuen Hospitals mit 460 Betten und der Einzug der ersten 200 Patienten nach vierjähriger Bauzeit mit rund 23,1 Mio. DM Kosten erfolgte im Mai 1967, und am 21. Januar 1970 wurde der Haupteingang von der Englerthstraße zur Dechant-Deckers-Straße verlegt. 1975 folgte der Bau eines Personalwohnheims mit Bewegungsbad und Kindertagesstätte.

### Akademisches Lehrkrankenhaus und Zeit nach 1977
Die Ernennung zum Akademischen Lehrkrankenhaus der RWTH Aachen am 1. Oktober 1977 markierte einen weiteren Abschnitt.
Auch die nun folgenden Jahre waren von Aus- und Umbauten geprägt und 1977 erfolgte die Fertigstellung des ersten Bauabschnittes des Erweiterungsbaues mit Nuklearmedizin, Kapelle, Priesterwohnung und OP-Einheit sowie ein Jahr später die Anschaffung und Inbetriebnahme der ersten EDV-Anlage. 1979 fand die Öffnung des Hospitals als Gesundheitszentrum statt, der 1982 der Aufbau einer Weiterbildungsstätte für Krankenpflegeberufe zur Erlangung der Fachpflege und die Fertigstellung des zweiten Bauabschnittes des Erweiterungsbaues mit Schilddrüsentherapieeinheit, Zentrumsdialyse sowie Arzt- und Funktionsräumen folgten.

### Onkologischer Schwerpunkt und Zeit nach 1986
1986 wurde ein erster Computertomograph angeschafft. Im selben Jahr wurde der Förderverein „Regionaler onkologischer Schwerpunkt Eschweiler e. V.“ sowie 1987 die „Eschweiler Krankenhaus-Versorgungs- und -Anlagenbetriebs-GmbH“ gegründet. Am 31. März 1990 wurden die Armen-Schwestern vom heiligen Franziskus verabschiedet. Im Jahr 1995 begann der Bettentraktumbau und 1997 erfolgte die Übergabe des Gartenpavillons hauptsächlich für krebskranke Patienten. Ein Jahr später wurde das neue Haupttreppenhauses in Betrieb genommen und die Neugestaltung des Eingangsbereiches mit Verlagerung der Rezeption abgeschlossen. Zugleich erfolgte die Inbetriebnahme des ersten Mammotoms im Rheinland zum Aufbau eines Brustzentrums.
Von 1998 bis 2003 wurde das Bettenhaus einschließlich der Nasszellen mit Einbeziehung der Balkone saniert. Im gleichen Zeitraum wurde der Rehabilitationssport am Krankenhaus eingerichtet.

### Euregio-Brust-Zentrum und Zeit nach 2000

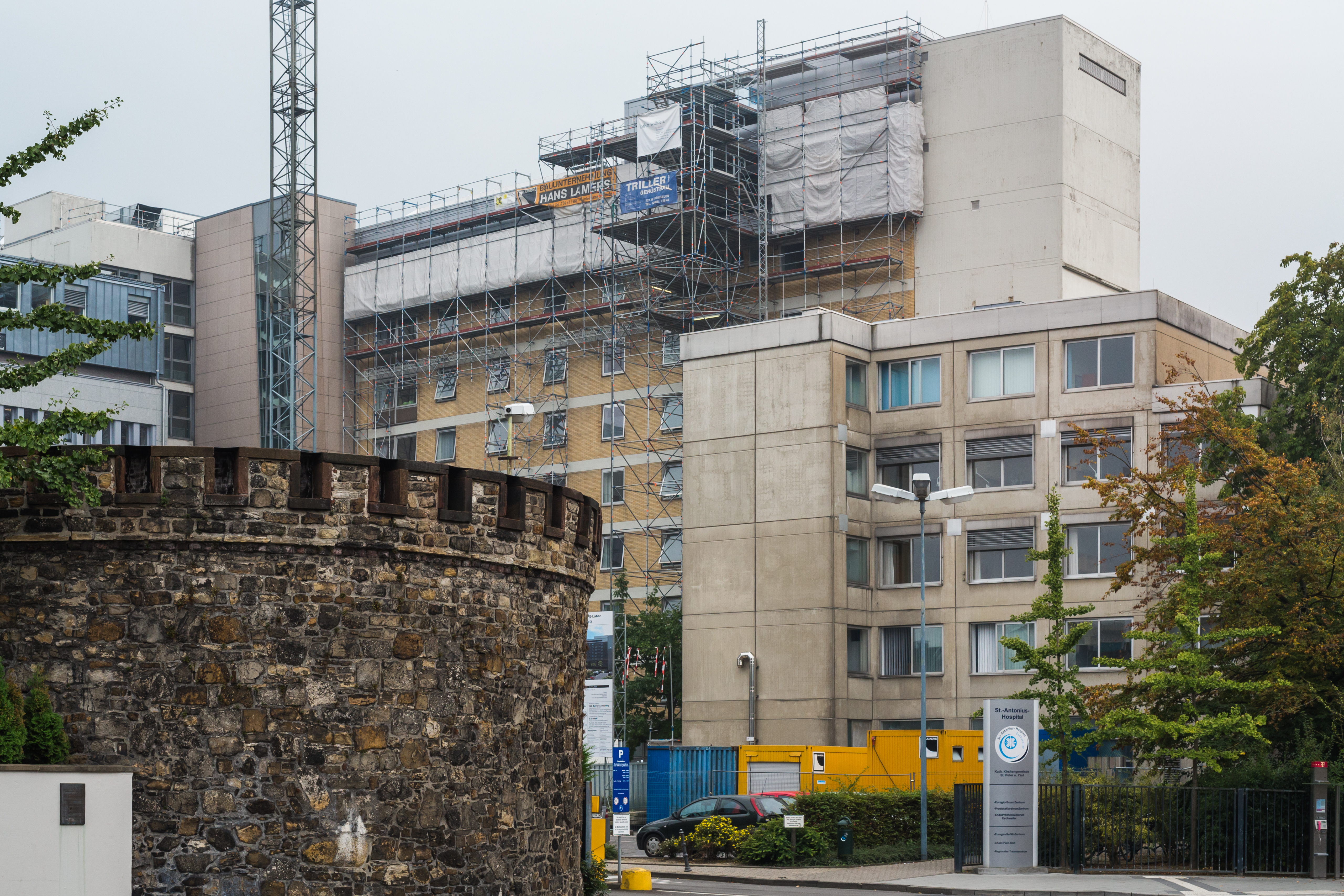
St. Antonius Hospital Eschweiler 2014, während der Umbauarbeiten

Die Eröffnung des neu gebauten Restaurants „Akzente“ erfolgte im Jahre 2000 und ein Jahr später wurde das Euregio-Brust-Zentrum eingerichtet. 2002 fand der erste Spatenstich zur Erweiterung und zum Ausbau des Behandlungstraktes für unter anderem zwei OP-Zentren statt. Die Festveranstaltung zum 150-Jährigen Bestehen fand am 19. Februar 2003 statt. Im Oktober 2005 ordnete die Bezirksregierung Köln „im besonderen öffentlichen Interesse“ und zur Vermeidung von Verunsicherungen durch die öffentlich gemachten Widersprüche die sofortige Vollziehung des Feststellungsbescheides vom Juli 2005 mit Ausweisung des St.-Antonius-Hospitals als Brustzentrum der Euregio Maas-Rhein an.
Am 1. Juli 2005 wurde die Trennung von „Allgemein-, Thorax- und Minimalinvasiven Chirurgie“ und der von Hans-Wolfgang Menges geleiteten „Gefäßchirurgischen Klinik“ vollzogen. Die letztgenannte Abteilung wurde eine eigenständige Fachabteilung – die erste und einzige im damaligen Kreis Aachen – mit 20 Betten und Menges als Chefarzt. 2009 wurde die Gefäßchirurgische Klinik von der Deutschen Gesellschaft für Gefäßchirurgie (DGG) und der Deutschen Gesellschaft für Angiologie als Gefäßzentrum zertifiziert. Ein Jahr später übernahm Rudolf Müller, zuvor Oberarzt am Luisenhospital Aachen, die Klinik.
Zu einer Geiselnahme eines zwei Tage alten Säuglings und seiner Mutter auf der Wöchnerinnenstation kam es am 12. März 2006, die von einer Spezialeinheit nach knapp sieben Stunden ohne Blutvergießen beendet werden konnte.
Seit 2007 ist das Hospital auch als Prostata-Karzinom-Zentrum (PKZ) ausgewiesen.
Am 12. September 2014 wurde damit begonnen, die Grundkonstruktion für einen auf dem Dach und am Gebäude montierten Hubschrauberlandeplatz zu errichten.
Am 1. Oktober 2016 wurde entgegen großer Proteste in der Belegschaft, Bevölkerung und Politik die gut gehende Geburtshilfe geschlossen, um damit das Bethlehem-Gesundheitszentrum der Nachbarstadt Stolberg zu unterstützen. Das Vorhaben firmiert unter dem Namen „RegioNetzwerk für die Frau“.

### Hochwasser in Eschweiler 2021
Von dem Hochwasser 2021 wurde auch das Krankenhaus nicht verschont. Am 15. Juli 2021 fiel die Wasser- und Stromversorgung für das Krankenhaus aus, das daraufhin evakuiert werden musste. Die über 300 Patienten wurden in umliegende Krankenhäuser verteilt. Der Keller des Krankenhauses wurde geflutet, dabei sind Operationssäle, Röntgengeräte, Labore und zwei Magnetresonanztomographen zerstört worden.

## Kliniken und Kompetenzzentren

### Kliniken
- Akut- und Notfallmedizin
- Allgemein- und Viszeralchirurgie
- Anästhesie
- Frauenheilkunde
- Gastroenterologie
- Gefäßchirurgie
- Hämatologie/Onkologie[10]
- Innere Medizin
- Kardiologie
- Nephrologie
- Plastische, Ästhetische und Handchirurgie
- Radiologie und Strahlentherapie
- Unfallchirurgie und Orthopädische Chirurgie
- Urologie
- Intensivmedizin

### Kompetenzzentren
- Adipositaszentrum
- Alterstraumzentrum
- Cardiac Arrest Center
- EndoProthetikZentrum
- Euregio-Brust-Zentrum[11]
- Euregio-Gefäß-Zentrum[12]
- EuregioRehaZentrum
- Hypertoniezentrum
- Kontinenz- und Beckenbodenzentrum
- Onkologisches Zentrum
- ProstataKarzinomZentrum[13]
- Refluxzentrum
- Regionales Traumazentrum
- Shuntzentrum
- Uroonkologisches Zentrum

### Ambulante Angebote
- EuregioRehaZentrum
- MVZ – Medizinisches Versorgungszentrum gGmbH
- Operative Tagesklinik
- ServiceZentrum Häusliche Pflege
- Sport und Gesundheit

## Personen in Zusammenhang mit dem Krankenhaus
- Matthias Deckers (1802–1875)
- Rudolf Henke (geb. 1954)
- Uwe Janssens (geb. 1960)
- Hans-Wolfgang Menges (geb. 1946)
- Ludwig Steffens (geb. 1930)